# Michael Elphick
Michael John Elphick (* 19. September 1946 in Chichester; † 7. September 2002 in London) war ein britischer Schauspieler.

## Biografie
Michael Elphick wuchs in seiner Geburtsstadt Chichester auf, wo seine Familie eine eigene Fleischerei betrieb. Schon während seiner Schulzeit wirkte er in zahlreichen Schulaufführungen mit. In den Ferien jobbte er regelmäßig bei der britischen Handelsmarine. Im Alter von 15 Jahren begann er eine Lehre als Elektroinstallateur am Chichester Festival Theatre, welches sich damals noch im Bau befand. Seine Interesse an der Schauspielerei wuchs, nachdem er Darstellergrößen wie Laurence Olivier und Michael Redgrave dort in Aktion gesehen hatte. Sein Vorbild Olivier ermutigte ihn zusätzlich zu einer Schauspielkarriere und folgend besuchte Elphick die Central School of Speech and Drama im Alter von 18 Jahren, wo er eine professionelle Schauspielerausbildung erhielt.
Nach dem Abschluss seiner Schauspielausbildung machte Elphick 1968 mit einer Nebenrolle im Kriegsfilm Fräulein Doktor sein Filmdebüt. Ein Jahr später agierte er als der Hauptmann in Tony Richardsons Filmversion von Hamlet. Es folgten weitere Nebenrollen in bekannten Filmen wie Der große Eisenbahnraub, Quadrophenia (beide 1979), Der Elefantenmensch (1980) und Withnail & I (1987). Für seine Darstellung im Film Gorky Park (1983) wurde er für einen BAFTA-Award als bester Nebendarsteller nominiert. 1984 spielte er in Lars von Triers dänischem Kriminalfilm The Element of Crime die Hauptrolle eines Detektivs, der einen Serienmörder durch Europa verfolgt. Der Film wurde für die Goldene Palme nominiert.
In seinen Film- und Fernsehrollen war Elphick oftmals auf Darstellungen von raubeinigen, manchmal auch gewalttätigen oder schurkenhaften Kerlen abonniert, sein Cockney-Akzent war ein weiteres Markenzeichen. Bekannt wurde Elphick dem britischen Publikum vielleicht in erster Linie als vielbeschäftigter Fernsehschauspieler. So spielte er bereits 1974 in der Seifenoper Coronation Street die Rolle des Douglas Wormold. Zudem trat er 1979 unter anderem auch in einer Episode von Die Profis als Polizist auf und übernahm im gleichen Jahr in Dennis Potters Fernsehfilm Blue Remembered Hills die Hauptrolle. 1981 spielte er in dem Drama Private Schultz ebenfalls die Hauptrolle eines deutschen Soldaten im Zweiten Weltkrieg, der versucht die britische Wirtschaft mit Falschgeld zu schwächen. Zwischen 1986 und 1995 hatte er die Hauptrolle in der Sitcom Boon inne.
Auf der Theaterbühne trat er in zwei verschiedenen Versionen von Hamlet auf: Tony Richardons Hamlet im Randhouse Theatre und am Broadway sowie Jonathan Pryces Hamlet-Variante am Royal Court Theatre, bei welcher Richard Eyre Regie führte. Seine letzte Theaterrolle hatte er 1997 mit dem Stück Pygmalion am Albery Theatre im West End.
Von 1993 bis 1995 übernahm er in der Serie Harry die Titelrolle eines ehemaligen Fleet-Street-Journalisten, der alkoholabhängig ist und verzweifelt versucht seine Karriere wiederherzustellen. In Ken Russells Version von Die Schatzinsel (1995) spielte er den Captain Billy Bones und in BBCs David Copperfield (1999) die Rolle des Kutschers Barkis. Seine letzte richtige Rolle hatte er 2001 in EastEnders, wo er den Harry Slater spielt, welcher seine 13-jährige Nichte schwängert und eine Tochter mit ihr bekommt. Elphicks Alkoholismus führte dazu, dass seine Rolle letztlich aus der Serie rausgeschrieben wurde.

## Privates
Seit 1963 führte Elphick eine Beziehung mit der Lehrerin Julia Alexander, bis sie 1996 an Krebs verstarb. Aus der Beziehung stammt eine gemeinsame Tochter. Nach dem Tod seiner Lebensgefährtin eskalierte sein ohnehin bestehender Alkoholismus, auch weitere Drogen wie Kokain soll er genommen haben. Seine Abhängigkeiten brachten nicht nur Elphicks Schauspielkarriere weitgehend zum Stillstand, sondern waren auch wahrscheinlich dafür verantwortlich, dass er 2002 in seinem Heim in London einen schweren Herzanfall erlitt und kurze Zeit später an den Folgen im Krankenhaus  verstarb. Er wurde 55 Jahre alt. Seine sterblichen Überreste wurden im Chichester Krematorium dem Feuer übergeben.

## Filmografie (Auswahl)
- 1969: Fräulein Doktor
- 1970: Der Todesschrei der Hexen (Cry of the Banshee)
- 1971: Stiefel, die den Tod bedeuten (See No Evil)
- 1973: Der Erfolgreiche (O Lucky Men!)
- 1973: Embryo des Bösen (And Now the Screaming Starts!)
- 1973: Adam Smith (Fernsehserie, 6 Episoden)
- 1973–1983: Crown Court (Fernsehserie, 14 Episoden)
- 1974: Naked Yoga (Dokumentarfilm, als Kameramann)
- 1977: This Year Next Year (Fernsehserie, 9 Episoden)
- 1978: Die Füchse (The Sweeney, Fernsehserie, 1 Episode)
- 1979: Der große Eisenbahnraub (The First Great Train Robbery)
- 1979: Quadrophenia
- 1980: Der Elefantenmensch (The Elephant Man)
- 1981: Private Schulz (Fernsehserie, 6 Episoden)
- 1983: Gorky Park
- 1983: Der Fluch des rosaroten Panthers (Curse of the Pink Panther)
- 1983: Krull (nur Stimme)
- 1983: Hey, Soldat - dein Täschchen brennt (Privates on Parade)
- 1984: Pull the Other One (Fernsehserie, 6 Episoden)
- 1984: The Element of Crime (Forbrydelsens element)
- 1984: Memed, mein Falke (Memed, My Hawk)
- 1984: Agatha Christie’s Tödlicher Irrtum (Ordeal by Innocence)
- 1985: Unser Mann bei Scotland Yard (The Supergrass)
- 1985–1989: Three Up Two Down (Fernsehserie, 25 Episoden)
- 1986: Piraten (Pirates)
- 1986–1995: Boon (Fernsehserie, 93 Episoden)
- 1987: Withnail & I (Withnail and I)
- 1987: Klein Dorrit (Little Dorit)
- 1990: Die Krays (The Krays)
- 1990: Iron Thunder
- 1991: Stanley and the Women (Fernsehserie, 4 Episoden)
- 1991: Gib’s ihm, Chris! (Let Him Have It)
- 1993–1995: Harry (Fernsehserie, 20 Episoden)
- 1995: Richard III
- 1995: Treasure Island (Fernsehfilm)
- 1999: David Copperfield (Fernsehfilm)
- 2001: EastEnders (Fernsehserie, 29 Episoden)
- 2003: Out of Bounds